# Río Alcollarín
El río Alcollarín es un río del centro de la península ibérica perteneciente a la cuenca hidrográfica del Guadiana, que discurre por Extremadura (España).

## Curso
El Alcollarín nace en las estribaciones más occidentales de la sierra de Guadalupe, en la provincia de Cáceres. El río discurre en sentido norte-sur a lo largo de unos 50 km hasta su desembocadura en el río Ruecas cerca de la localidad de Rena. Sus aguas están embalsadas en el embalse de Alcollarín.
Aparece descrito en el primer volumen del Diccionario geográfico-estadístico-histórico de España y sus posesiones de Ultramar de Pascual Madoz de la siguiente manera:

ALCOLLARIN: riach. en la prov. de Badajoz; tiene su origen en las vertientes de las sierras de la Alguijuela y Conquista, part. jud. de Logrosan, prov. de Cáceres; siguiendo su curso se le agrega el arroyo del Gorrion á su márg. izq. , en el sitio en que se dividen las jurisd. de los lugares de Alcollarin y Campo del mismo part.; después por la márg. der. el llamado Caballero, en el camino del Campo á Abertura; casi en el mismo sitio y á la misma márg. el Veguillas, luego al sitio de las Juntas, camino del Escurial, y por la izq. el Lobosilla, y en las huertas del Villar de Rena, part. de Villanueva de la Serena, prov. de Badajoz, el titulado del Burro por la der.; entra en el part. de D .Benito, por el térm. de Rena, y á muy poco, se agrega al r. Ruecas, en el sitio llamado Vado de las lavanderas: quedan á su izq. los pueblos de Alcollarin y el Campo, y á su der. los del Villar y Rena: sus corrientes forman barrancos y charcos de bastante profundidad: fertilizan sus aguas algunas huertas en Alcollarin, Villar y Rena; dan movimiento á tres molinos harineros; cria pesca de colmillos y otros peces pequeños; no tiene puentes; se vadea por muchas partes; en el invierno después de grandes lluvias se hace intransítable, y en verano llega casi á desaparecer.
(Madoz, 1845, p. 457)